# Накагё (Киото)
Накагё (яп. 中京区, なかぎょうく [nakagʲoː ku]) — район города Киото префектуры Киото в Японии. По состоянию на 1 июля 2012 года население района составило 106 735 человек, плотность населения — 14 460 чел / км ².

## Название
Топоним «Накагё» дословно означает «среднестоличный район».

## История
- 1 апреля 1929 — образован городской район Накагё на основе южной части района Камигё и северной части района Симогё города Киото.

## Достопримечательности
- Замок Нидзё
- Монастырь Мибу-дэра
- квартал гейш Понто-тё